# (100883) 1998 HY101
(100883) 1998 HY101 es un asteroide perteneciente al cinturón de asteroides, región del sistema solar que se encuentra entre las órbitas de Marte y Júpiter, descubierto el 25 de abril de 1998 por Eric Walter Elst desde el Observatorio de La Silla, Chile.

## Designación y nombre
Designado provisionalmente como 1998 HY101. 

## Características orbitales
1998 HY101 está situado a una distancia media del Sol de 2,323 ua, pudiendo alejarse hasta 2,817 ua y acercarse hasta 1,828 ua. Su excentricidad es 0,212 y la inclinación orbital 2,800 grados. Emplea 1293,31 días en completar una órbita alrededor del Sol.

## Características físicas
La magnitud absoluta de 1998 HY101 es 16,4. 